# غرقانة (الريف الغربي)
غرقانة (بالفارسية: غرگانه) هي منطقة سكنية تقع في إيران في قسم الريف الغربي الريفي.